# Midsommarbomben
Midsommarbomben är en politisk incident som inträffade sommaren 1979, då Finlands riksdags talman Johannes Virolainen väckte president Urho Kekkonens vrede genom att i en intervju i Suomen Kuvalehti hävda att orsaken till att Samlingspartiet trots sin nyligen timade valseger inte hade tagits med i den nyss bildade regeringen var "allmänna skäl", det vill säga Sovjetunionens aversion mot partiet. Kekkonen var uppenbarligen av samma åsikt som Virolainen, att Samlingspartiet hade bort beredas en plats i regeringen, och han hade även försökt övertyga sovjetledningen om detta, men förgäves. Virolainens försyndelse var att han offentligen sade det som alla visste, men aktade sig för att klä i ord. Kekkonen hävdade dock att hans ilska hade väckts av att Virolainen genom sitt uttalande hade gett nytt bränsle åt påståendena om finlandisering i västvärlden.